# Albert Marescaux
Pour les articles homonymes, voir Marescaux.
Albert Marescaux, né le 10 juin 1900 à Lille (Nord) et mort le 20 juillet 1973 à Canet-en-Roussillon-Saint-Nazaire (Pyrénées-Orientales), est un homme politique français.

## Biographie
Il exerce la profession d'administrateur des colonies en 1948, quand il est élu au Conseil de la République pour la colonie du Dahomey. Son élection est invalidée peu de temps après et il est remplacé par Émile Poisson.